# Свислач (притока Њемена)
Свислач или Свислоч (блр. Свіслач; рус. Свислочь) белоруска је река и лева притока реке Њемен (део басена Балтичког мора). Тече преко подручја Гродњенске области. 
Извире у подручју Вавкавског побрђа недалеко од града Свислача, и улива се у реку Њемен недалеко од Гродна. 
Укупна дужина водотока је 137 km, а површина сливног подручја 1.750 km². Просечан проток у зони ушћа је око 7,6 m³/s. Највиши водостај има од фебруара до априла. 
У доњем делу тока на Свислачу је постављена мања хидроелектрана.